# Comtesse Clo
 (août 2015).
Si vous disposez d'ouvrages ou d'articles de référence ou si vous connaissez des sites web de qualité traitant du thème abordé ici, merci de compléter l'article en donnant les références utiles à sa vérifiabilité et en les liant à la section « Notes et références ».
Comtesse Clo est le nom de plume de la comtesse Clotilde de Loubens de Verdalle, écrivaine de langue française, qui écrivit plusieurs romans sentimentaux. L’Académie française lui décerne le prix Xavier-Marmier en 1933.

## Œuvres
- Par jalousie (publié sous forme de roman-feuilleton dans Le Journal du Loiret du 31 octobre 1921 au 24 décembre 1921)
- Au bout de l'ombre
- L'Amour quand même - Collection Stella No 190
- L'Inévitable - Collection Stella No 277, 1931.

## Sources
- Ellen Constans, Ouvrières des Lettres, 2007, Presses Universitaires Limoges